# Boris Kurakin
Książę Boris Iwanowicz Kurakin, ros. Борис Иванович Куракин (ur. 20 lipca?/30 lipca 1676 w Moskwie, zm. 17 października?/28 października 1727 w Paryżu) – pierwszy stały rosyjski ambasador i jeden z najbliższych współpracowników Piotra Wielkiego. Był szwagrem cara. Od 1722 roku do 1727 kontrolował całość rosyjskiej dyplomacji, choć formalnie jej szefem był w latach 1706–1734 Gawriłło Gołowkin.

## Życiorys
Kurakinowie byli jedną z najpotężniejszych rodzin moskiewskich. W 1683 Boris Kurakin zaczął uczestniczyć w wojennych zabawach carewicza Piotra. W latach 1695–1696 brał udział w kampanii azowskiej. W 1697 został wysłany do Włoch, by zgłębiać tajniki nawigacji.
Jego długa kariera dyplomaty zaczęła się w 1707, gdy wysłano go do Rzymu z misją przekonania papieża (Klemensa XI), by nie uznał wyboru współpracownika Szwedów Stanisława Leszczyńskiego na tron Polski. W 1709 Kurakin został dowódcą jednego z najlepszych w carskiej armii Regimentu Siemionowskiego i dowodził nim w bitwie pod Połtawą.
Od 1708 do 1712 reprezentował Rosję w Londynie (1709–1711), Hanowerze, i Hadze. W 1713 podpisał pokój w Utrechcie. Od 1714 do 1715 znów był posłem w Londynie. W latach 1716–1722 był ambasadorem w Paryżu, skąd zgodnie z rozkazem wydanym przez w 1722 przez cara wyruszającego przeciw Persom miał sprawować kontrolę nad całą rosyjską siecią ambasad. W 1723 próbował zorganizować mariaż carewny Elżbiety z Ludwikiem XV. W 1724 ponownie został wysłany do Paryża, gdzie pełniąc funkcję ambasadora zmarł w 1727.
Jego syn Aleksandr (1697–1749) również był ambasadorem w Paryżu, a prawnuk – także Aleksandr (1752–1818) – w Paryżu i Wiedniu.